# Salvatore Cottone
Salvatore Cottone (* 1872 in Alcamo; † 1958 in Michigan) war ein italienischer Pianist und Liedbegleiter.

## Leben und Werk
Salvatore Cottone fungierte in den Jahren 1902 bis 1906 vor allem als Klavierbegleiter in frühen Gesangsaufnahmen der Gramophone & Typewriter Company (G&T) und des Mailänder Labels Fonotipia. Er wurde bekannt als Klavierbegleiter Enrico Carusos bei dessen ersten Tonträgereinspielungen im Jahr 1902. Da in diesen frühen Aufnahmen die Aufnahmetrichter noch stark direktional wirkten, positionierte man das Klavier auf einer Plattform aus Kisten, so dass es höhenmäßig auf das Niveau des Kopfes des Sängers kam.